# Мълтнома (окръг, Орегон)
Окръг Мълтнома (на английски: Multnomah County) е окръг в щата Орегон, Съединени американски щати. Площта му е 1207 km², а населението - 660486 души (2000). Административен център е град Портланд.

## Градове
- Грешам
- Мейуд Парк
- Траутдейл
- Уд Вилидж
- Феървю